# Cervinae
Cervinae é uma subfamília de Cervidae, compreendendo os cervídeos do Velho Mundo (denotando seu lugar de origem, não distribuição atual). Alternativamente, são conhecidos por veados com plesiometacarpos, devido à estrutura da articulação do pulso ser diferente da de Capreolinae.

## Distribuição
Esta subfamília é oriunda do Velho Mundo, isto é, África, Ásia e Europa. No entanto, sua distribuição atual não se restringe a essa área.

## Classificação e espécies
A lista é baseada nos estudos de Randi, Mucci, Claro-Hergueta, Bonnet and Douzery (2001); Pitraa, Fickela, Meijaard, Groves (2004); Ludt, Schroeder, Rottmann and Kuehn (2004); Hernandez-Fernandez and Vrba (2005); Groves (2006); Ruiz-Garcia, M., Randi, E., Martinez-Aguero, M. e Alvarez D. (2007); Duarte, J.M.B., Gonzalez, S. and Maldonado, J.E. (2008); Groves and Grubb (2011)
- Subfamília Cervinae
  - Tribo Muntiacini (muntjacs e cervos-de-topete) - 2 gêneros e 13 espécies;
  - Tribo Cervinini (cervos-verdadeiros) - 11 gêneros e 35 espécies, sendo que 17 foram extintas.